# Grand Prix de la Somme 2017
Il Grand Prix de la Somme 2017, trentaduesima edizione della corsa, valido come evento dell'UCI Europe Tour 2017 categoria 1.1, si svolse il 21 maggio 2017 su un percorso di 197,9 km con partenza da Blangy-Tronville ed arrivo a Mers-les-Bains. Fu vinto dal francese Adrien Petit, che terminò la gara in 3h59'13" alla media di 49,64 km/h, davanti ai connazionali Rudy Barbier e terzo Lorrenzo Manzin.
Accreditati alla partenza 99 ciclisti, dei quali partirono in 94 e completarono la gara in 77.

## Squadre partecipanti
| N.    | Cod. | Squadra                      |
| ----- | ---- | ---------------------------- |
| 1-7   | TFO  | Fortuneo-Oscaro              |
| 11-17 | COF  | Cofidis                      |
| 21-27 | ADT  | Armée de Terre               |
| 31-37 | WVA  | WB Veranclassic Aqua Protect |
| 41-47 | ALM  | AG2R La Mondiale             |
| 51-56 | LKH  | Team Lotto-Kern Haus         |
| 61-67 | AUB  | HP BTP-Auber 93              |
| 71-77 | DMP  | Delko-Marseille Provence-KTM |

| N.      | Cod. | Squadra               |
| ------- | ---- | --------------------- |
| 81-87   | DEN  | Direct Énergie        |
| 91-97   | FDJ  | FDJ                   |
| 101-107 | CCD  | Differdange-Losch     |
| 111-117 | HAC  | Hrinkow Advarics      |
| 121-127 | AZT  | D'Amico-Utensilnord   |
| 131-136 | NCT  | Nice Pro Cycling Team |
| 141-147 | STF  | Start-Vaxes           |

## Ordine d'arrivo (Top 10)
| Pos. | Corridore        | Squadra     | Tempo    |
| ---- | ---------------- | ----------- | -------- |
| 1    | Adrien Petit     | Direct É.   | 3h59'13" |
| 2    | Rudy Barbier     | AG2R        | s.t.     |
| 3    | Lorrenzo Manzin  | FDJ         | s.t.     |
| 4    | Romain Cardis    | Direct É.   | s.t.     |
| 5    | Hugo Hofstetter  | Cofidis     | s.t.     |
| 6    | Thibault Ferasse | Armée de T. | s.t.     |
| 7    | Erwann Corbel    | Fortuneo    | s.t.     |
| 8    | Jelle Donders    | Differdange | s.t.     |
| 9    | Damien Touzé     | Auber       | s.t.     |
| 10   | Jimmy Raibaud    | Armée de T. | s.t.     |